# Scotinella coylei
Espèce
Scotinella coylei est une espèce d'araignées aranéomorphes de la famille des Phrurolithidae.

## Distribution
Cette espèce est endémique des États-Unis. Elle se rencontre en Caroline du Nord, en Caroline du Sud, au Tennessee, au Kentucky, en Virginie-Occidentale et en Virginie.

## Description
Le mâle holotype mesure 1,98 mm et la femelle paratype 2,30 mm.

## Systématique et taxinomie
Cette espèce a été décrite par Platnick et Chamé-Vázquez en 2024.

## Étymologie
Cette espèce est nommée en l'honneur de Frederick A. Coyle.

## Publication originale
- Platnick & Chamé-Vázquez, 2024 : « The guardstone spiders of the genus Scotinella (Araneae: Phrurolithidae) in the southeastern United States. » Zootaxa, no 5428(3), p. 301-350.